# Nordycko-Polska Grupa Bojowa
Nordycko-Polska Grupa Bojowa (ang. Nordic-Polish Battle Group - NPBG), od 2003 Wielonarodowa Grupa Bojowa (ang. Multinational Battle Group - MNBG) – międzynarodowa grupa bojowa sił pokojowych NATO, stacjonująca na terytorium Bośni i Hercegowiny, wykonująca zadania w ramach SFOR.

## Historia
W 1996 w ramach sił pokojowych NATO IFOR w Bośni i Hercegowinie ustanowiona została Brygada Nordycko-Polska, tworzona przez kontyngenty z państw skandynawskich (Dania, Finlandia, Norwegia i Szwecja), bałtyckich (Estonia, Litwa, Łotwa) i Polski, podlegająca Wielonarodowej Dywizji Północ. W skład brygady wchodziło pięć batalionów (duńsko-bałtycki, fiński, norweski, polski i szwedzki).

### Nordycko-Polska Grupa Bojowa
Postępująca normalizacja sytuacji na terenie Bośni i Hercegowiny i utworzenie sił wielonarodowych KFOR w Kosowie skutkowały zmniejszeniem liczebności SFOR oraz zmianami w strukturze organizacyjnej. 5 stycznia 2000 Brygadę Nordycko-Polską oficjalnie zredukowano do formy Nordycko-Polskiej Grupy Bojowej (NORDPOLGB), stanowiącej odpowiednik batalionu. Ze względu na wycofanie jednostek z Norwegii w 2000 i Finlandii w 2001 NORDPOLBG tworzyły kontyngenty z sześciu państw: głównie Danii i Polski oraz Estonii, Litwy, Łotwy i Szwecji.
Po wycofaniu batalionów z Norwegii, Szwecji i Finlandii pozostałe jednostki zostały zunifikowane w ramach jednej grupy bojowej pod duńskim dowództwem.

### Wielonarodowa Grupa Bojowa
W styczniu 2003 nastąpiła kolejna restrukturyzacja Sił Stabilizacyjnych: wielonarodowe dywizje zostały zredukowane do stopnia brygad. Zmiany dotyczyły także Nordycko-Polskiej Grupy Bojowej: 5 stycznia 2003 została oficjalnie przekształcona w Wielonarodową Grupę Bojową (MNBG). Wycofane zostały kontyngenty duński i bałtycki (Litwa, Łotwa i Estonia rotacyjnie zmieniające wojska co 6 miesięcy), ich miejsce zajął batalion portugalski (d. Portugalska Grupa Bojowa, w latach 1996-1999 część brygady włoskiej, od 1999 rezerwa operacyjna SFOR), wzmocniony kompanią słoweńską. W rezultacie MNGB tworzyły dwa oddzielne bataliony piechoty.
2 grudnia 2004 Unia Europejska przejęła od NATO odpowiedzialność za nadzór wdrożenia z porozumienia z Dayton – SFOR został zastąpiony przez EUFOR Althea. Nastąpiła restrukturyzacja sił pokojowych i Wielonarodowa Grupa Bojowa została rozwiązania 13 stycznia 2005. Rolę elementu operacyjnego Wielonarodowych Sił Zadaniowych Północ przejął Batalion Manewrowy, złożony z kontyngentów tworzących wcześniej Wielonarodową Grupę Bojową (Polska i Portugalia) i Turecką Grupę Bojową.

## Struktura organizacyjna
Struktura organizacyjna Nordycko-Polskiej Grupy Bojowej w 2001:
- Dowództwo NORDPOLBG
  -  1 kompania piechoty (A-Coy)
  -  2 kompania piechoty (B-Coy)
  -  szwadron czołgów (C-Sqn)
  -  szwadron rozpoznawczy (D-Sqn)
  -  kompania dowodzenia (HQ Coy)
  -  kompania logistyczna (Log Coy)
  -  kompania żandarmerii wojskowej (MP Coy)
  -  kompania CIMIC (CIMIC)
  -  Grupa Koordynacji Logistycznej (LCG)

łącznie ok. 900-1000 żołnierzy ( ok. 300,  ok. 300).
Struktura organizacyjna Wielonarodowej Grupy Bojowej w 2003:
- Dowództwo MNBG
  -  batalion piechoty (POLBAT, POLBN)
    -  1 kompania piechoty (A-Coy)
    -  2 kompania piechoty (B-Coy)
    -  kompania dowodzenia
    -  kompania logistyczna

  -  batalion piechoty (POBAT, POBN)
    -  1 kompania piechoty (C-Coy)
    -  2 kompania piechoty (D-Coy)
    -  3 kompania piechoty (E-Coy)
    -  kompania zabezpieczenia
    -  CIMIC

  -  kompania dowodzenia
  -  kompania żandarmerii wojskowej

łącznie ok. 650 żołnierzy ( 274,  290,  86).

## Dowódcy
| Zmiana                                   | Początek                                 | Koniec                                   | Państwo                                  | Dowódca                                  |
| Nordycko-Polska Grupa Bojowa (NORDPOLBG) | Nordycko-Polska Grupa Bojowa (NORDPOLBG) | Nordycko-Polska Grupa Bojowa (NORDPOLBG) | Nordycko-Polska Grupa Bojowa (NORDPOLBG) | Nordycko-Polska Grupa Bojowa (NORDPOLBG) |
| ---------------------------------------- | ---------------------------------------- | ---------------------------------------- | ---------------------------------------- | ---------------------------------------- |
| 1                                        | 01.2000                                  | 2000                                     | Dania                                    | płk Carsten Swensson                     |
| 2                                        | 2000                                     | 02.2001                                  | Dania                                    | płk Per Ludvigsen                        |
| 3-4                                      | 02.2001                                  | 02.2002                                  | Polska                                   | płk Franciszek Kochanowski               |
| 5                                        | 02.2002                                  | 2002                                     | Dania                                    | płk Agner Rokos                          |
| 6                                        | 2002                                     | 01.2003                                  | Polska                                   | płk Tadeusz Sapierzyński                 |
| Wielonarodowa Grupa Bojowa (MNBG)        |                                          |                                          |                                          |                                          |
| 1                                        | 01.2003                                  | 2003                                     | Portugalia                               | płk Lima Pinto                           |
| 2                                        | 2003                                     | 01.2004                                  | Portugalia                               | płk Luis Villa de Brito                  |
| 3                                        | 01.2004                                  | 2004                                     | Polska                                   | płk Wojciech Kasprzycki                  |